# The Spire (Aldermen Islands)
The Spire ist eine kleine Felseninsel östlich der Coromandel Peninsula in der Region Waikato vor der Nordinsel von Neuseeland.

## Geographie
Die Felseninsel zählt zu der Inselgruppe der Aldermen Islands, die rund 17 km östlich der Coromandel Peninsula im Pazifischen Ozean liegt. The Spire befindet sich rund 160 m östlich von Ruamahuanui Island und stellt damit den östlichsten Punkt der Inselgruppe dar. Mit einer Höhe von über 100 m und einer Fläche von lediglich 2,2 Hektar ragen die Felsen der Insel sehr steil aus dem Meer empor. Die Insel besitzt eine Länge von rund 210 m in Südwest-Nordost-Richtung und eine Breite von rund 130 m in Nordwest-Südost-Richtung.